# Vincenzo Agnetti
Vincenzo Agnetti (* 14. September 1926 in Mailand, Italien; † 1. September 1981 ebenda) war ein italienischer Konzeptkünstler, Fotograf, Kunsttheoretiker und Schriftsteller.

## Leben und Werk
Vincenzo Agnetti studierte an der Accademia di Brera in Mailand. Er beschäftigte sich am Anfang seiner künstlerischen Tätigkeit kurzfristig als Maler mit dem Informel. Ab dem Jahr 1960 begann Agnetti mit einer intensiven Tätigkeit als Schriftsteller und Theoretiker der zeitgenössischen Kunst und arbeitete mit Künstlern wie Piero Manzoni und Enrico Castellani und der Galerie Azimut in Mailand in den frühen 1960er Jahren zusammen.
Gegen Ende der 1960er Jahre beendete Agnetti seine theoretische Reflexionen über die Kunst, ihre Rolle und ihre Sprache und verlagerte seine Aktivitäten auf die tatsächliche Produktion von Kunst.
Agnettis Arbeiten sind Vorschläge für eine intellektuelle Auseinandersetzung mit der Kunst, der Sprache, einer greifbaren Vergangenheit und einer noch nicht fassbaren Zukunft. Häufig basierten seine Arbeiten auf einer Selbst-Analyse mit einem Vergleich von Bild und Wort und einer Überprüfung der Funktion der verbalen und visuellen Sprache. Im Jahr 1972 war er Teilnehmer der Documenta 5 in Kassel in der Abteilung Idee + Idee/Licht und er war mehrfach auf der Biennale von Venedig vertreten.
Er war gehörte zu den Künstlern, die an einer Dekonstruktion der künstlerischen Sprache arbeiteten, und wurde im Werk mit John Baldessari oder Joseph Kosuth aus den USA oder Daniel Buren und Victor Burgin in Europa verglichen. Im Jahr 1973 entstand seine bekannte Fotoserie Autotelefonata, Telefongespräch mit sich selbst. Die Worte des Gesprächs sind in die Fotos hineingeschrieben. Agnetti wollte die Medien der Kommunikation in ihrer Selbstverständlichkeit antasten. Sein früher Tod im Alter von nur 55 Jahren verhinderte die Abrundung seines Lebenswerks. Er gilt als wichtigster Vertreter der italienischen Konzeptkunst.